# Saint-Leu (La Réunion)
Pour les articles homonymes, voir Saint-Leu.
Saint-Leu est une ville balnéaire de l'île de La Réunion, sur la côte ouest de ce département d'outre-mer français de l'océan Indien.
Ses habitants sont appelés les Saint-Leusiens.

## Géographie

### Localisation
Le territoire communal s'étend du « battant des lames au sommet des montagnes » et culmine à 2 787 mètres d'altitude, à proximité immédiate du sommet du Grand Bénare. Il est limitrophe de ceux des Avirons, Cilaos et Trois-Bassins.

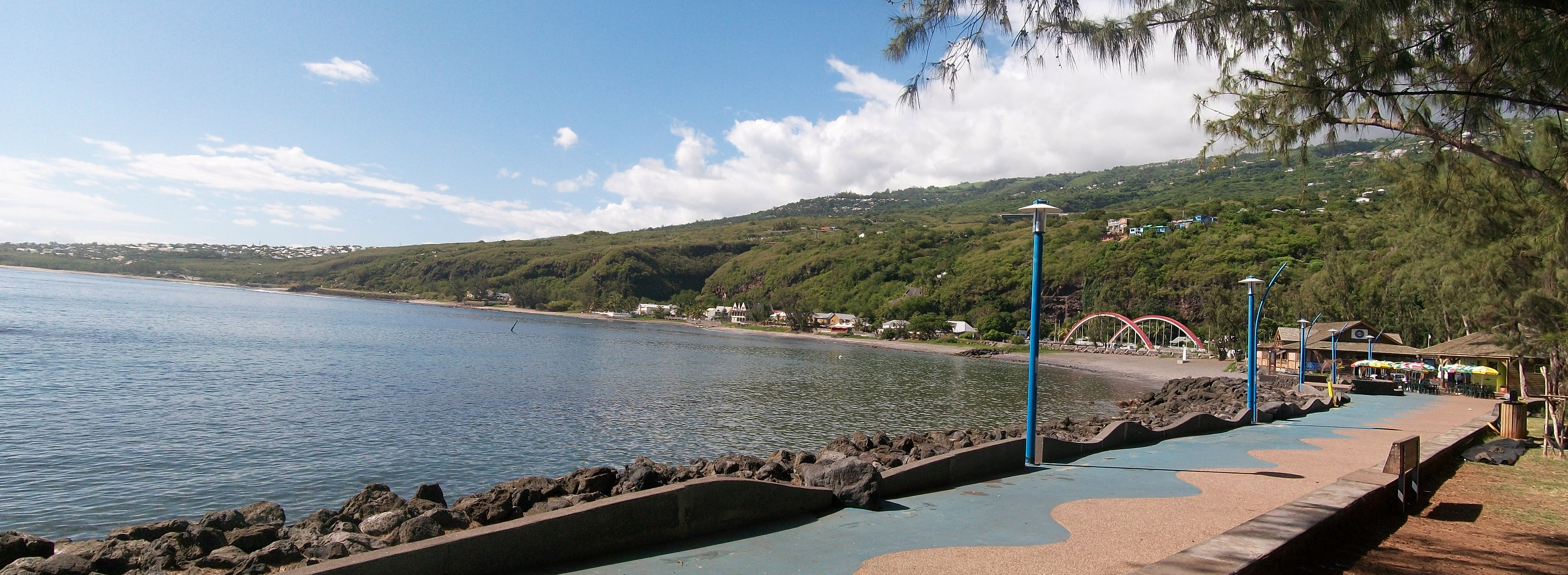
Panorama sur le front de mer de Saint-Leu.

### Quartiers de Saint Leu
- Bac en fer
- Bois de nèfles
- Bras Mouton
- Camélias
- Cité des pêcheurs - Cap Saint-Leu
- Centre-ville de Saint-Leu
- La Chaloupe Saint-Leu
- Les Colimaçons
- L'Étang Saint-Leu
- La Fontaine
- Grand Fond
- Piton Saint-Leu
- La Pointe des Châteaux
- Le Plate
- Pointe au Sel
- Le Portail
- Quartier des Zattes
- Stella Matutina

## Urbanisme

### Typologie
Saint-Leu est une commune urbaine, car elle fait partie des communes denses ou de densité intermédiaire, au sens de la grille communale de densité de l'Insee,,,. Elle appartient à l'unité urbaine de Saint-Leu, une agglomération intra-départementale regroupant 1 commune et 35 597 habitants en 2022, dont elle est une ville isolée,.
Par ailleurs, la commune fait partie de l'aire d'attraction de Saint-Paul, dont elle est une commune du pôle principal. Cette aire, qui regroupe 5 communes, est catégorisée dans les aires de 50 000 à moins de 200 000 habitants,.
La commune, bordée par l'océan Indien au sud-ouest, est également une commune littorale au sens de la loi du 3 janvier 1986, dite loi littoral. Des dispositions spécifiques d’urbanisme s’y appliquent dès lors afin de préserver les espaces naturels, les sites, les paysages et l’équilibre écologique du littoral, par exemple le principe d'inconstructibilité, en dehors des espaces urbanisés, sur la bande littorale des 100 mètres, ou plus si le plan local d’urbanisme le prévoit,.

## Histoire
Saint-Leu est une ville du bord de mer située à l’Ouest de l’île de La Réunion à 51 km de Saint-Denis. Saint-Leu tient son nom d’un certain Sieur Laleu. Durant des décennies, cet endroit fut appelé « Boucan Laleu » ou « Repos Laleu » et ce ne fut qu’en 1776 qu’il prit la dénomination de Saint-Leu, lors de la création par le gouverneur François de Souillac d’une paroisse à cet emplacement. La commune a officiellement été fondée en 1790.
En 1811, elle a été le point de départ de l'une des seules révoltes d'esclaves que connut l'île, la révolte d'esclaves de Saint-Leu, sévèrement réprimée par les Britanniques.
Une chapelle commémorative est érigée à flanc de falaise à l’arrière de l’Église. Elle date du milieu du XIXe siècle et ce lieu de culte très fréquenté est considéré comme miraculeux. En 1856 le navire Mascareigne mouilla à La Réunion avec à son bord une terrible épidémie de choléra qui fit plusieurs milliers de morts. La maladie se propagea le long de la côte et atteignant de plus en plus de communes, le curé de Saint-Leu à l’époque, le Père Seyssac promit de faire ériger une chapelle à Notre-Dame de La Salette si sa paroisse était épargnée. Son vœu fut exaucé comme l’attestent les archives de l’époque. Qui plus est, à plusieurs reprises, des malades atteints de la terrible maladie vinrent mourir à Saint-Leu sans que l’épidémie ne s’y répande. La chapelle commencée pendant l’épidémie fut bénie sous sa forme initiale en 1862 et a été maintes fois remaniée. On grimpe à la chapelle en suivant un chemin pavé qui monte de la place de l’Église jusqu’au chemin Diale.

## Infrastructures
- Le collège de La Chaloupe Saint-Leu, ouvert en 1967, renommé collège Harry Gruchet en 2021, naturaliste et ancien conservateur du muséum d'histoire naturelle de La Réunion[12],
- Le collège Marcel Goulette,
- Le collège de la Pointe des Châteaux,
- Le lycée Stella ( lycée polyvalent), unique lycée de la commune qui dispense, notamment, une formation en aéronautique,
- Leu Réseau de lecture publique avec la bibliothèque Sudel Fuma de Piton Saint-Leu, la médiathèque Roger Poudroux de La Chaloupe, l'hôtel des Postes et la médiathèque Baguett' en centre-ville.

La route des Tamarins passe à proximité, avec un des viaducs exceptionnels, le viaduc de la ravine Fontaine.
Pour la RN1, à l'entrée ouest de la ville, a été construit le pont de Saint-Leu sur la ravine Fontaine.

## Politique et administration

### Rattachements administratifs et électoraux
Saint-Leu appartient à l’arrondissement de Saint-Paul et depuis 2014, la commune est divisée en deux cantons : le n°1, canton de l'Étang Salé (élus Annie Hoarau et Jean-Claude Lacouture) et le n°14, canton de Saint-Leu (élus Jacques Dennemont et Jacqueline Silotia). Saint-Leu est bureau centralisateur du n°14.
Pour l’élection des députés, la commune fait partie de la septième circonscription de La Réunion, représentée depuis 2018 par Jean-Luc Poudroux (OR).

### Intercommunalité
Saint-Leu est membre du Territoire de la Côte Ouest (TCO), communauté d'agglomération qui compte 214 073 habitants (données légales 2016). La commune dispose actuellement de 9 sièges au sein du conseil communautaire de la TCO.

### Liste des maires
Conseil municipal
Le conseil municipal de Saint-Leu se compose actuellement de 39 conseillers municipaux.

## Démographie
L'évolution du nombre d'habitants est connue à travers les recensements de la population effectués dans la commune depuis 1961, premier recensement postérieur à la départementalisation de 1946. À partir de 2006, les populations de référence des communes sont publiées annuellement par l'Insee. Le recensement repose désormais sur une collecte d'information annuelle, concernant successivement tous les territoires communaux au cours d'une période de cinq ans. Pour les communes de plus de 10 000 habitants les recensements ont lieu chaque année à la suite d'une enquête par sondage auprès d'un échantillon d'adresses représentant 8 % de leurs logements, contrairement aux autres communes qui ont un recensement réel tous les cinq ans,.

En 2022, la commune comptait 35 597 habitants, en évolution de +5,64 % par rapport à 2016 (La Réunion : +3,33 %, France hors Mayotte : +2,11 %).
| 1961   | 1967   | 1974   | 1982   | 1990   | 1999   | 2006   | 2011   | 2016   |
| ------ | ------ | ------ | ------ | ------ | ------ | ------ | ------ | ------ |
| 16 137 | 16 870 | 17 396 | 18 207 | 20 931 | 25 314 | 28 969 | 31 837 | 33 697 |

| 2021   | 2022   | - | - | - | - | - | - | - |
| ------ | ------ | - | - | - | - | - | - | - |
| 34 893 | 35 597 | - | - | - | - | - | - | - |

## Personnalités liées à la commune
- Jean-Luc Poudroux, président du conseil général, ancien maire, député de la 7e circonscription de l'île,
- Thierry Robert, ancien maire, ancien député,
- Maxime Laope, ségatier,
- Valérie Bègue, Miss France 2008, citoyenne d'honneur de Saint-Leu,
- Joseph Antoine Sosthènes d'Armand de Chateauvieux (1804-1885), riche propriétaire et bâtisseur,
- Élie (esclave), meneur de la révolte d'esclaves de Saint-Leu,
- Baguet (1956-2000), artiste et inventeur du Tempo Festival, aujourd'hui Leu Tempo Festival,
- Eugène Bonnier (1856-1894), né à Saint-Leu, lieutenant-colonel, commandant supérieur du Soudan, tué à la bataille de Takoubao (Mali),
- Gaëtan Bonnier (1857-1944), né à Saint-Leu, premier général d'aviation de France, écrivain,
- Marie-Thérèse de Chateauvieux (1915-2017), femme politique française, maire de la commune de 1965 à 1983 et première femme maire de La Réunion.
- Hakim Abdallah, footballeur international malgache

## Lieux et monuments

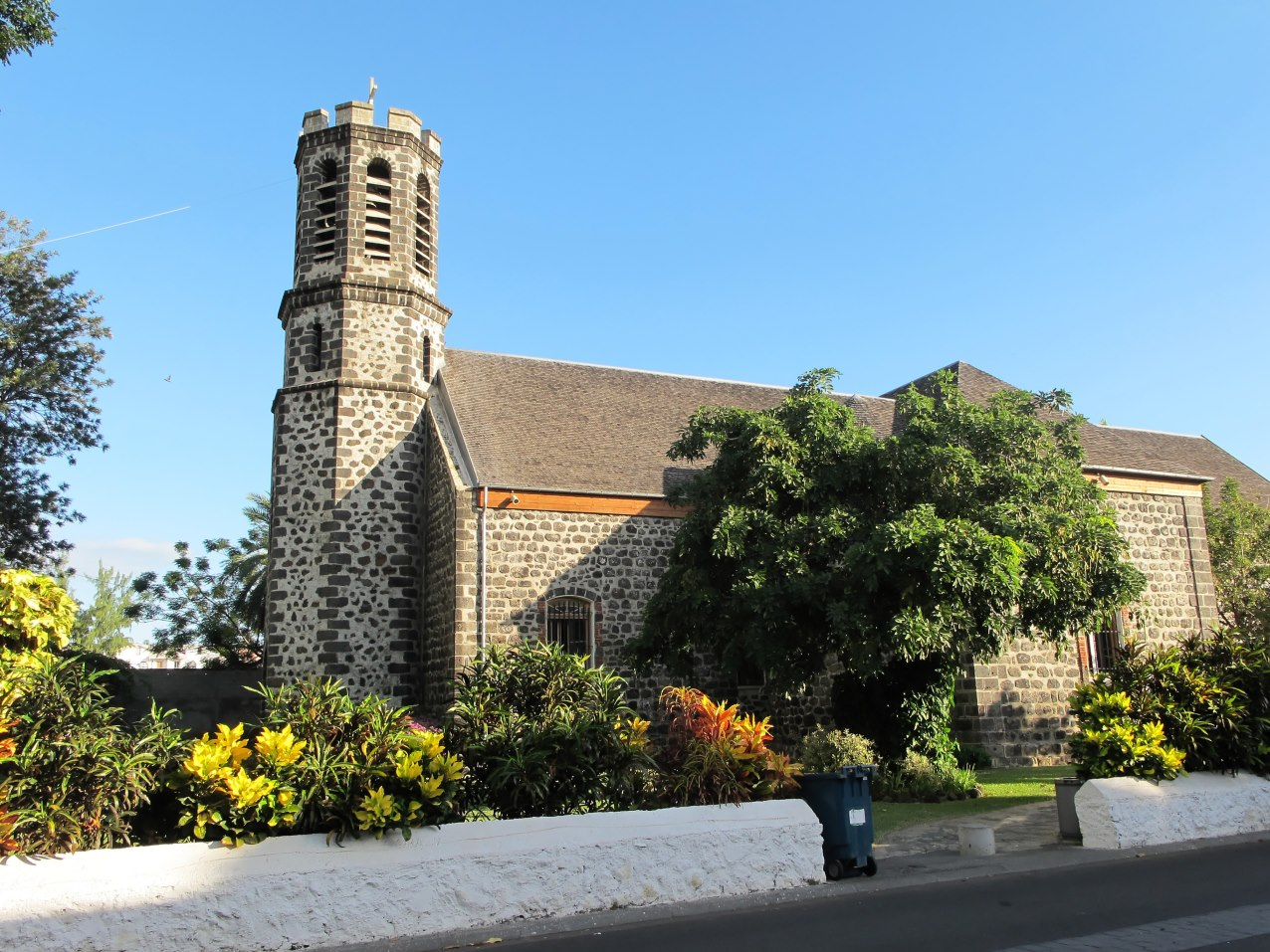
Église Notre-Dame-de-la-Salette de Saint-Leu.

- Le Souffleur

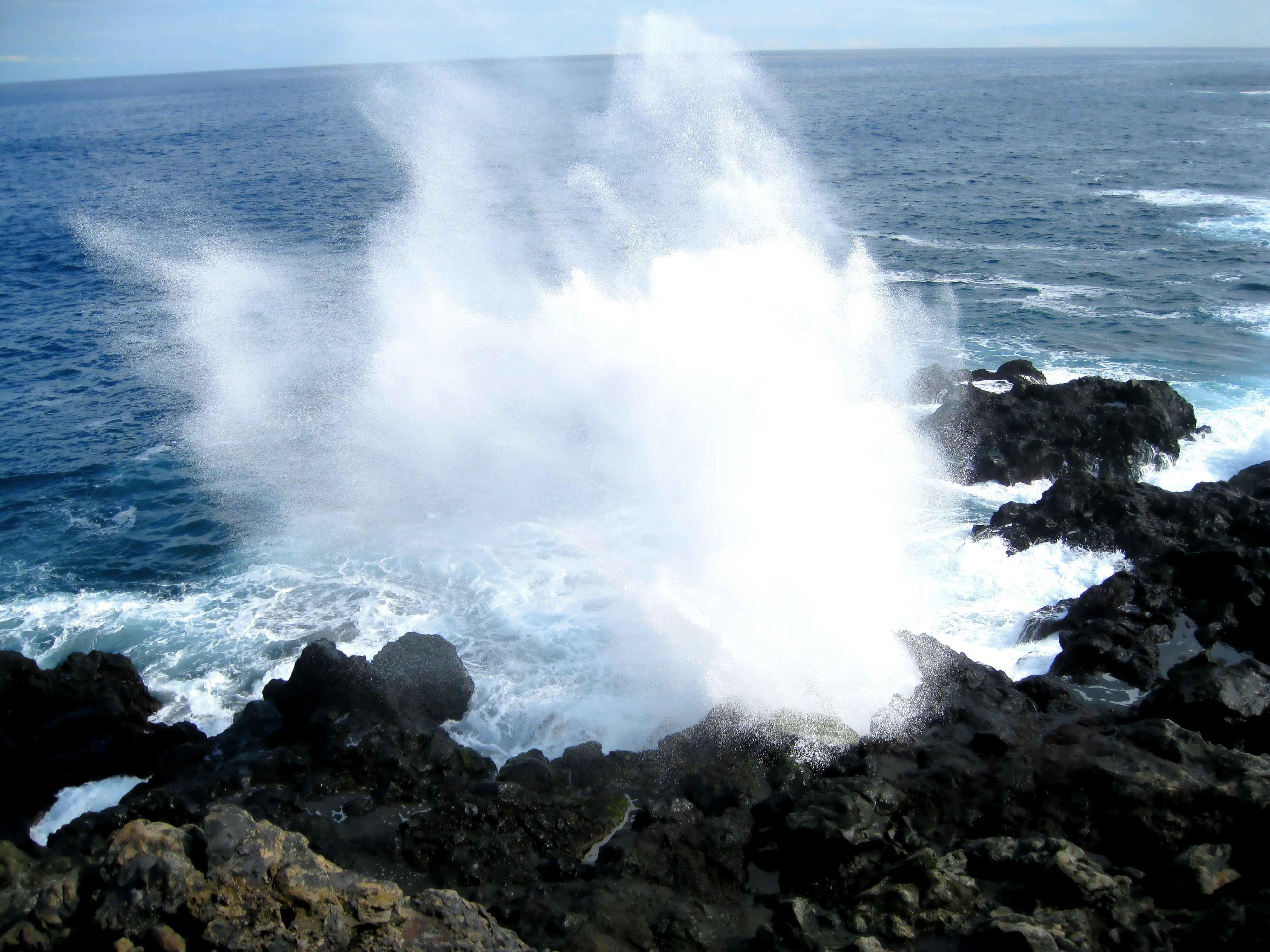
Le Souffleur.

- Le lagon, un des mieux préservés de l'île
- Le musée Stella Matutina, consacré à l'histoire de la canne à sucre à La Réunion
- La maison Bédier, qui héberge le FRAC de La Réunion
- Le Conservatoire botanique de Mascarin - Mascarin, jardin botanique de La Réunion
- La cheminée Le Portail
- Le Musée du Sel
- Parc du 20 décembre
- Ravine de Saint-Leu
- Le Kélonia (musée et centre d'études de tortues marines)
- Le domaine de la Pointe des Châteaux - Maison du coco.L'église du Sacré-Cœur.Église Notre-Dame-de-la-Salette de Saint-Leu.

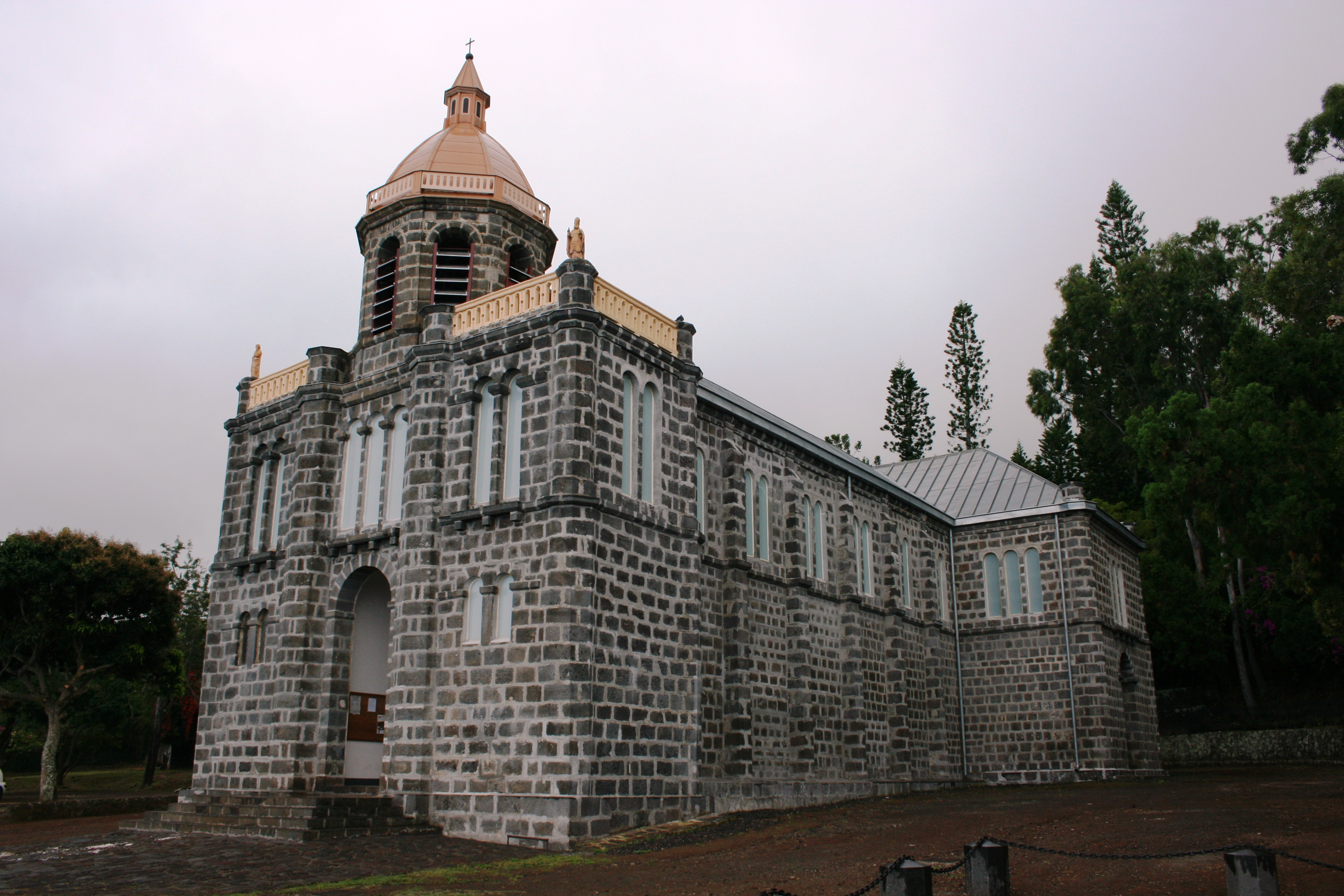
L'église du Sacré-Cœur.

### Lieux de cultes
Liste détaillée des églises de Saint-Leu sur :
- L'église du Sacré-Cœur. L'édifice a été classé au titre des monuments historiques en 1996[22].
- Église de la Maternité-de-Marie du Piton Saint-Leu.
- Église Notre-Dame-de-la-Salette de Saint-Leu. Elle est inscrite à l'Inventaire général du patrimoine culturel[23].
- Église Saint-Christophe de la Chaloupe.
- Église Saint-Jean-Marie-Vianney du Plate.
- Chapelle des Saints-Apôtres de l'Étang Saint-Leu.
- Chapelle du Bon-Pasteur de Grand Fond.
- Chapelle Notre-Dame-de-la-Salette de Saint-Leu.
- Chapelle Notre-Dame-des-Champs de la Chaloupe.

## Évènements
- Fête de la Salette
- Élection Miss Saint-Leu, chaque année
- Leu Tempo Festival
- Embarquement immédiat, festival de carnets de voyage
- Salon du livre jeunesse de l'océan Indien.

## Sports
Rugby, volley Ball, pelote basque, tennis, karaté, beach tennis, football

### Parapente

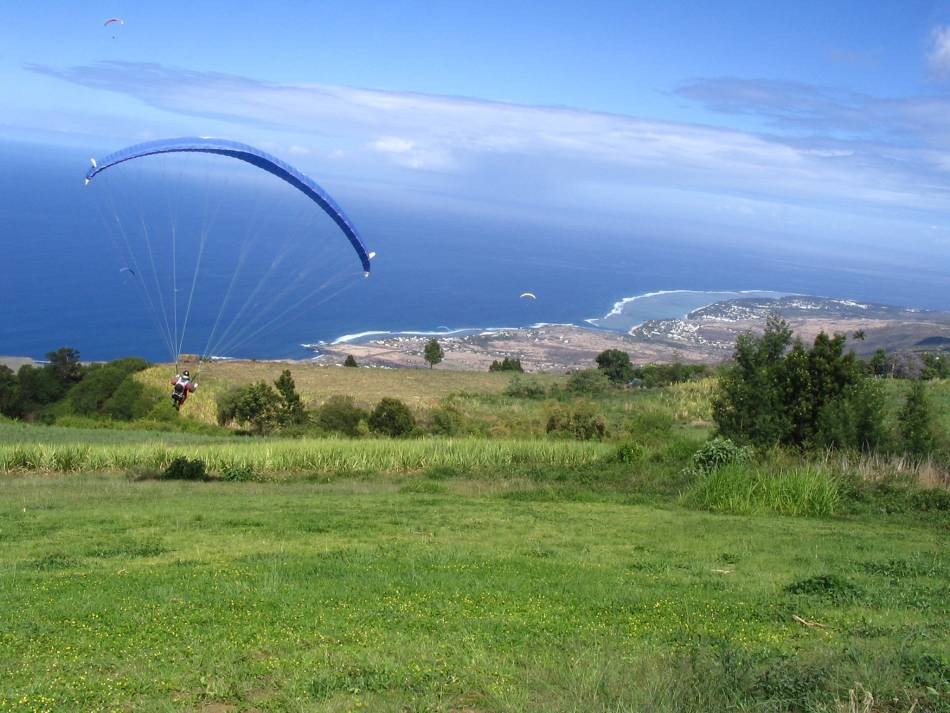
Un parapentiste en descente sur Saint-Leu.

Saint-Leu accueille régulièrement de nombreux championnats sportifs de portée internationale, par exemple les championnats du monde de parapente.
- Coupe du monde de parapente 2003
- Coupe du monde de parapente 2006

### Surf
La commune abrite un spot de surf réputé pour sa gauche de qualité et a déjà été plusieurs fois une étape du tour professionnel. Ce spot a été découvert en juillet 1971 par deux jeunes américains, Chris et Jerry, qui lors de leur départ vendirent leurs planches à deux jeunes réunionnais[réf. nécessaire].

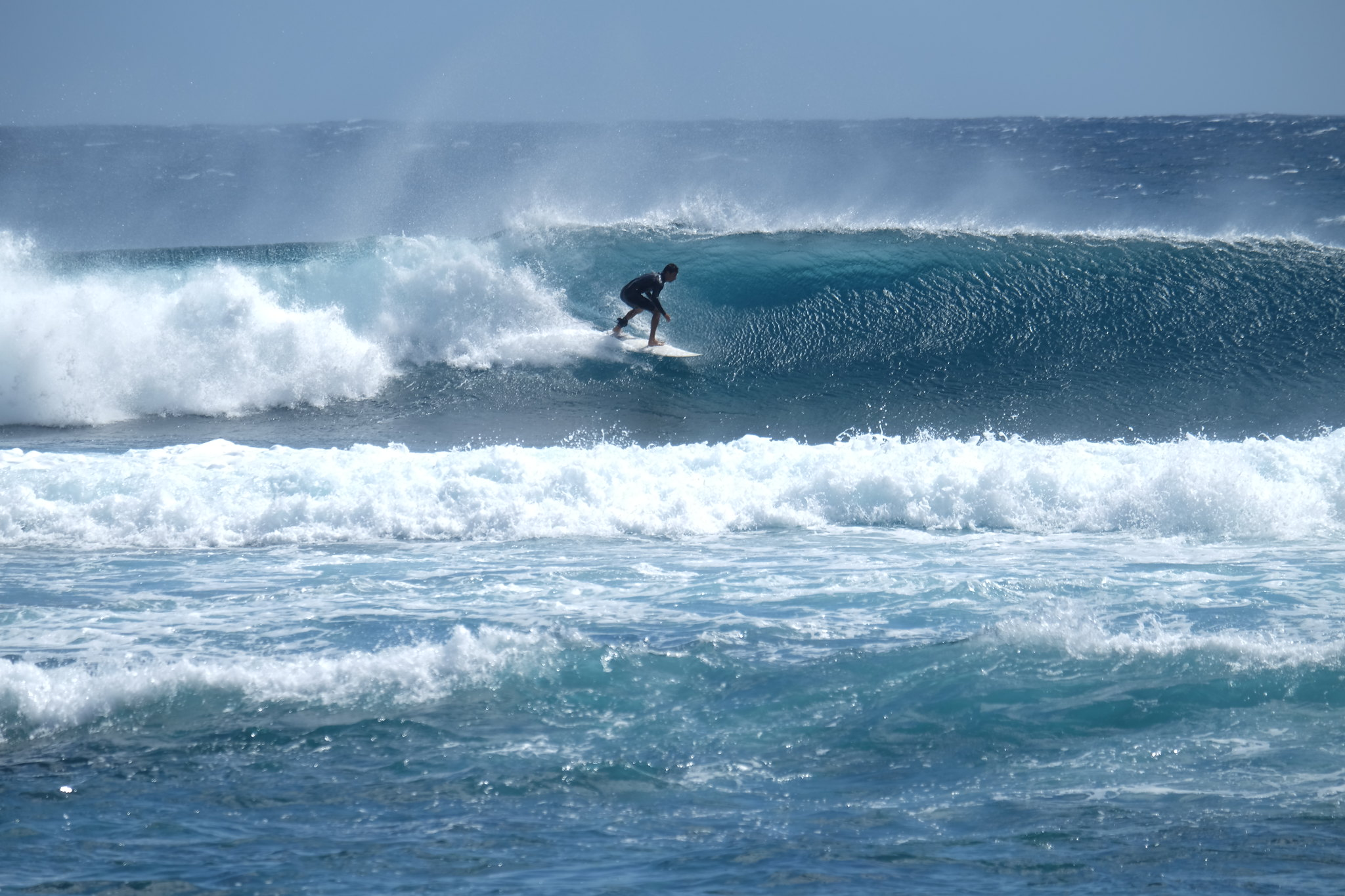
Surfeur sur la "gauche" de Saint-Leu, sport dit "La Tortue" (août 2017)

- 1991 - Trophée Hollywood Chewing Gum
- 1991 - Yop Réunion Pro
- 1992 - Vania Trophée Féminin
- 1992 - PFA Classic
- 1994 - Réunion Surf Pro
- 1994 - Réunion Pro/Am 1994
- 1995 - Oxbow World Longboard Championship 1995
- 1996 - Rip Curl Pro Saint-Leu (WCT)
- 1996 - Rip Curl Women's Pro Saint-Leu
- 1999 - Yop Rip Curl Cup (WCT)
- 2005 - Rip Curl Pro Search 2005

### Football
Saint-Leu abrite l'équipe de l'Association sportive Les Marsouins qui évolue en première division du Championnat de La Réunion de football.

## Distinction
La commune est classée Pavillon Bleu depuis bien avant 2000.

### Héraldique
| Blason | Blasonnement : De gueules à un besant d'or chargé de 9 fleurs de lys d'azur, posée 2, 4 et 3. |